# Талкайран
Талкайра́н (каз. Талқайран) — село у складі Атирауської міської адміністрації Атирауської області Казахстану. Входить до складу Каїршахтинського сільського округу.
Населення — 1386 осіб (2021; 935 у 2009, 721 у 1999, 659 у 1989).